# GAZ Tigr
GAZ-2330/2331 Tigr (ros. ГАЗ Тигр) – rodzina rosyjskich wojskowych i policyjnych wielozadaniowych  opancerzonych samochodów terenowych o podwyższonych właściwościach jezdnych. Produkowany jest on w Arzamaskiej Fabryce Maszyn (AMZ).

## Historia

### Geneza

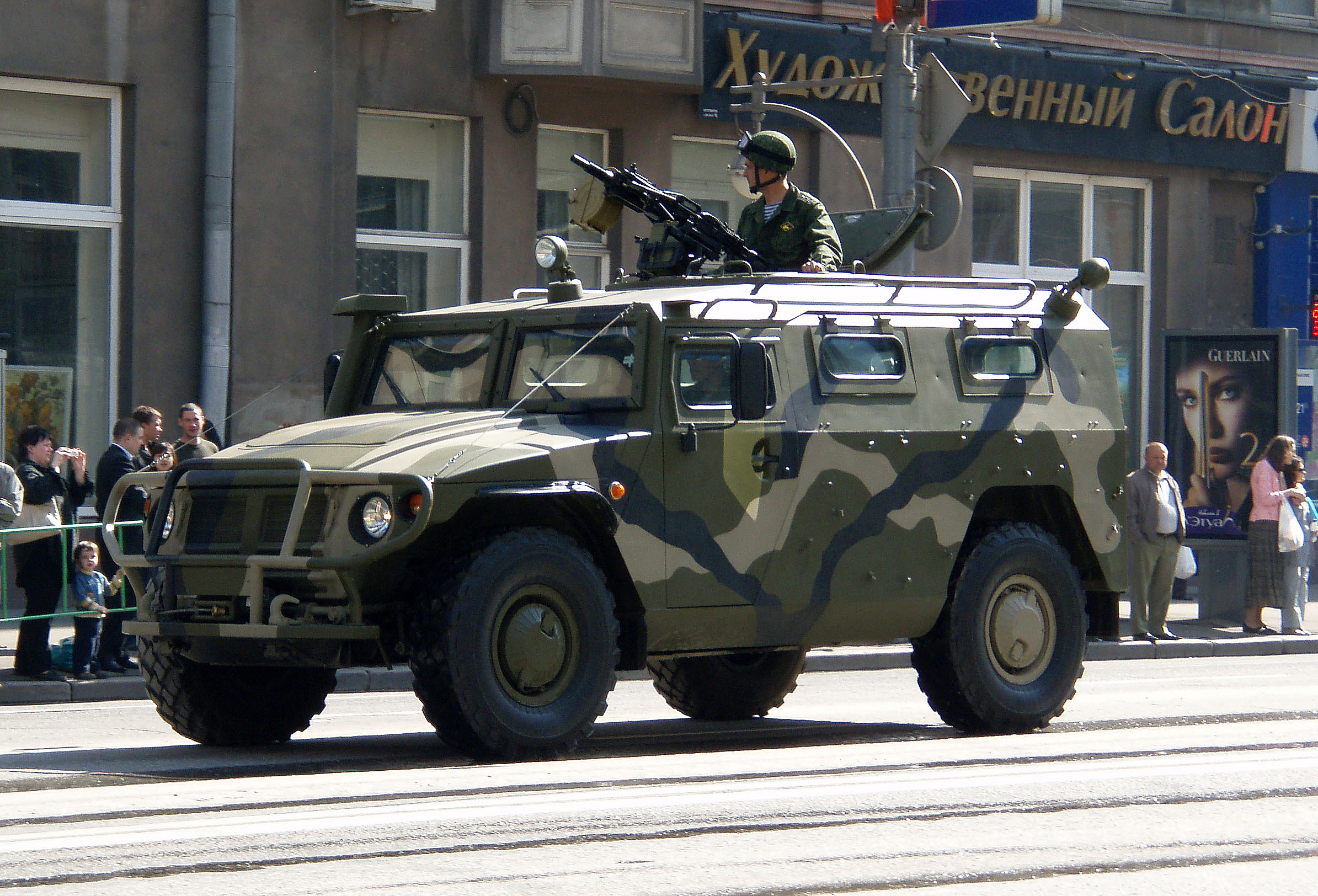
GAZ-233014 Tigr na Moskiewskiej Paradzie Zwycięstwa

U podłoża powstania pojazdu leżało zainteresowanie ze strony firmy Bin Jabr Group Ltd ze Zjednoczonych Emiratów Arabskich współpracą z rosyjskimi zakładami samochodowymi GAZ, w celu skonstruowania lekkiego wielozadaniowego pojazdu wysokiej mobilności. W założeniu, pojazd miał być produkowany przez Bin Jabr Group dla armii ZEA i innych odbiorców z Bliskiego Wschodu. Współpraca rozpoczęła się w 1998 roku i utworzono w tym celu spółkę-córkę GAZ – ZAO PKT. Głównym konstruktorem był Aleksandr Masjagin. W projekcie wykorzystano elementy układu jezdnego pojazdów BTR-80 i GAZ-39371 Wodnik. Prototyp zbudowano w 2000 roku. Pojazd otrzymał oznaczenie fabryczne GAZ-2975 i międzynarodową nazwę handlową Tiger, a w tłumaczeniu arabskim Nimr. Trzy prototypy w różnych wersjach zaprezentowano na targach zbrojeniowych IDEX-2001 w ZEA. Stosunki między oboma partnerami uległy jednak potem gwałtownemu zerwaniu; Bin Jabr Group zatrzymała po targach prototypy i dokumentację, a dalszy rozwój pojazdu Nimr prowadziła we współpracy z Renault Truck Defense.
Mimo niepowodzenia w kooperacji zagranicznej, GAZ zdecydował rozwijać dalej pojazd samemu. W 2002 roku przedstawiono rosyjskie prototypy, w wersjach: opancerzonej GAZ-29751 i nieopancerzonej GAZ-233001. W latach 2002–2003 prototypy eksploatowano próbnie przez OMON w Moskwie. Dalszy rozwój samochodów opancerzonych prowadzony był pod oznaczeniami serii GAZ-2330 i GAZ-2331, uzupełnianymi przez dalsze cyfry zgodnie z rosyjskim cywilnym systemem oznaczeń samochodów.

### Produkcja seryjna
14 czerwca 2006 r. samochody opancerzone SPM-1 GAZ-233034 i SPM-2 GAZ-233036 zostały przyjęte na wyposażenie struktur Ministerstwa Spraw Wewnętrznych Federacji Rosyjskiej i rozpoczęto ich produkcję w zakładach AMZ w Arzamasie (skrót SPM pochodził od spiecialnaja policejska maszyna – specjalny samochód policyjny). Pancerne nadwozia i ramy produkowane są przez Zawod Korpusow w Wyksie. Po ukończeniu prób państwowych i dopracowaniu konstrukcji, 6 marca 2007 r. pojazd w wersji STS (specjalny pojazd transportowy) GAZ-233014 został przyjęty na uzbrojenie sił zbrojnych Rosji. 
W 2010 roku opracowano wersję rozwojową AMN GAZ-233114 Tigr-M, napędzaną rosyjskim silnikiem JaMZ-5347-10 o mocy 158 kW (215 KM) zamiast zachodniego Cummins B205 o mocy 151 kW (205 KM). Większe wymiary silnika wymusiły podwyższenie maski w części środkowej. W 2013 roku zaprezentowano wariant uzbrojony w zdalnie sterowane stanowisko Arbalet-DM, uzbrojone w jedną z broni: wkm 12,7 mm Kord, km 7,62 mm PKMT, granatnik automatyczny 30 mm AGS-30 lub 40 mm AGS-40, wprowadzony do służby w 2016 roku.
Opracowano następnie różne dalsze wersje specjalistyczne pojazdu. W grudniu 2014 przyjęto na uzbrojenie pojazd dla jednostek specjalnych ASN 233115 Tigr-M SpN, przewożący 6 osób, z obrotnicą dla uzbrojenia na dachu, wyrzutniami granatów dymnych Tucza i stelażami transportowymi dla uzbrojenia. Wersja ABSz 233116 została przystosowana jako nośnik systemów uzbrojenia, jak kompleksu rakietowego Kornet-D1.

## Konstrukcja[5]

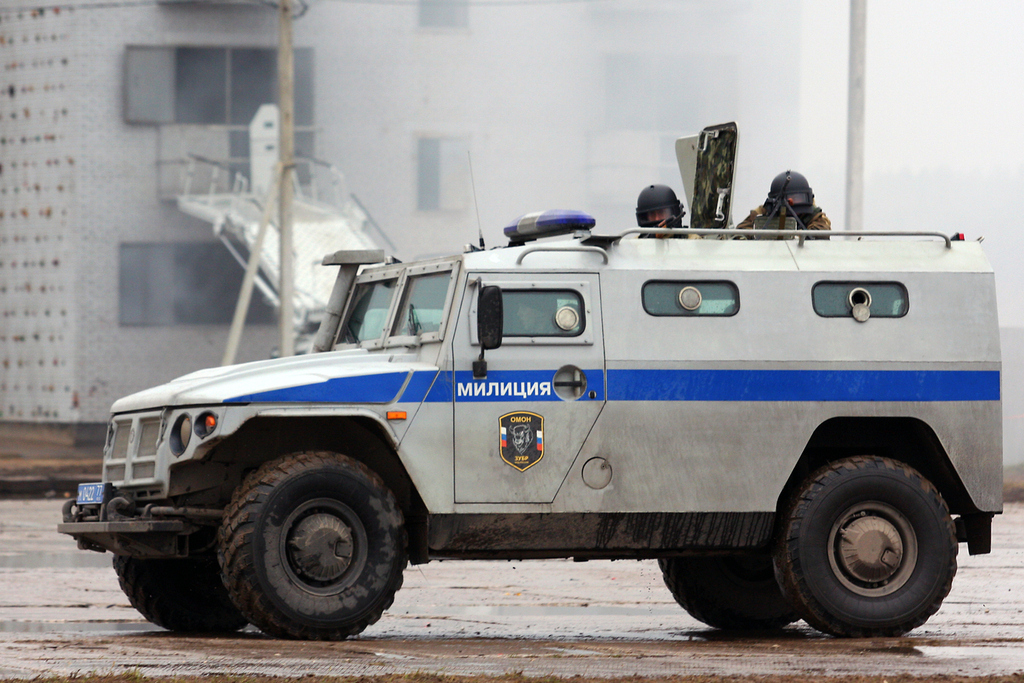
SPM-2 GAZ-233036 jednostek OMON
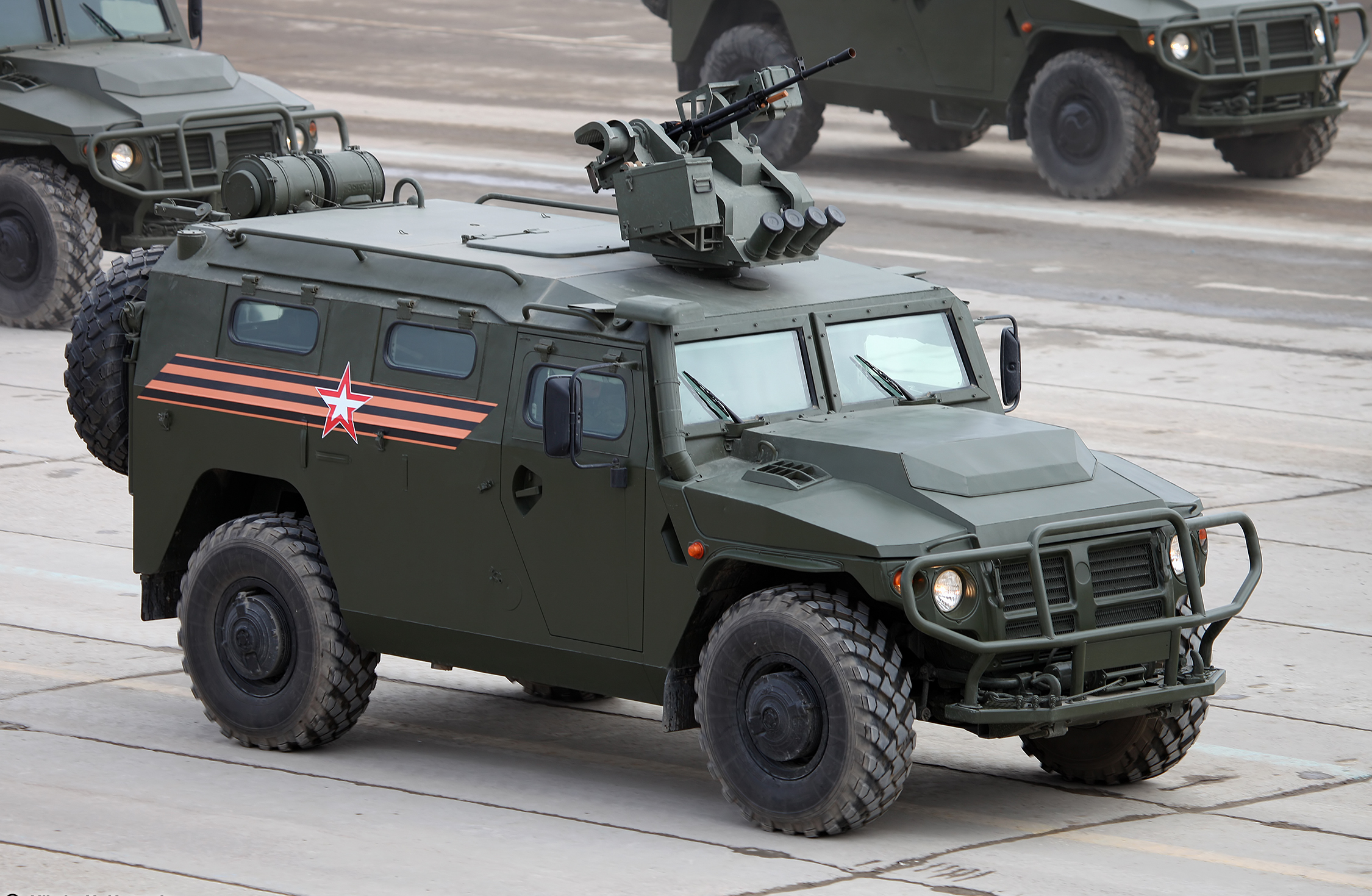
AMN 233114 ze stanowiskiem uzbrojenia Arbalet-DM
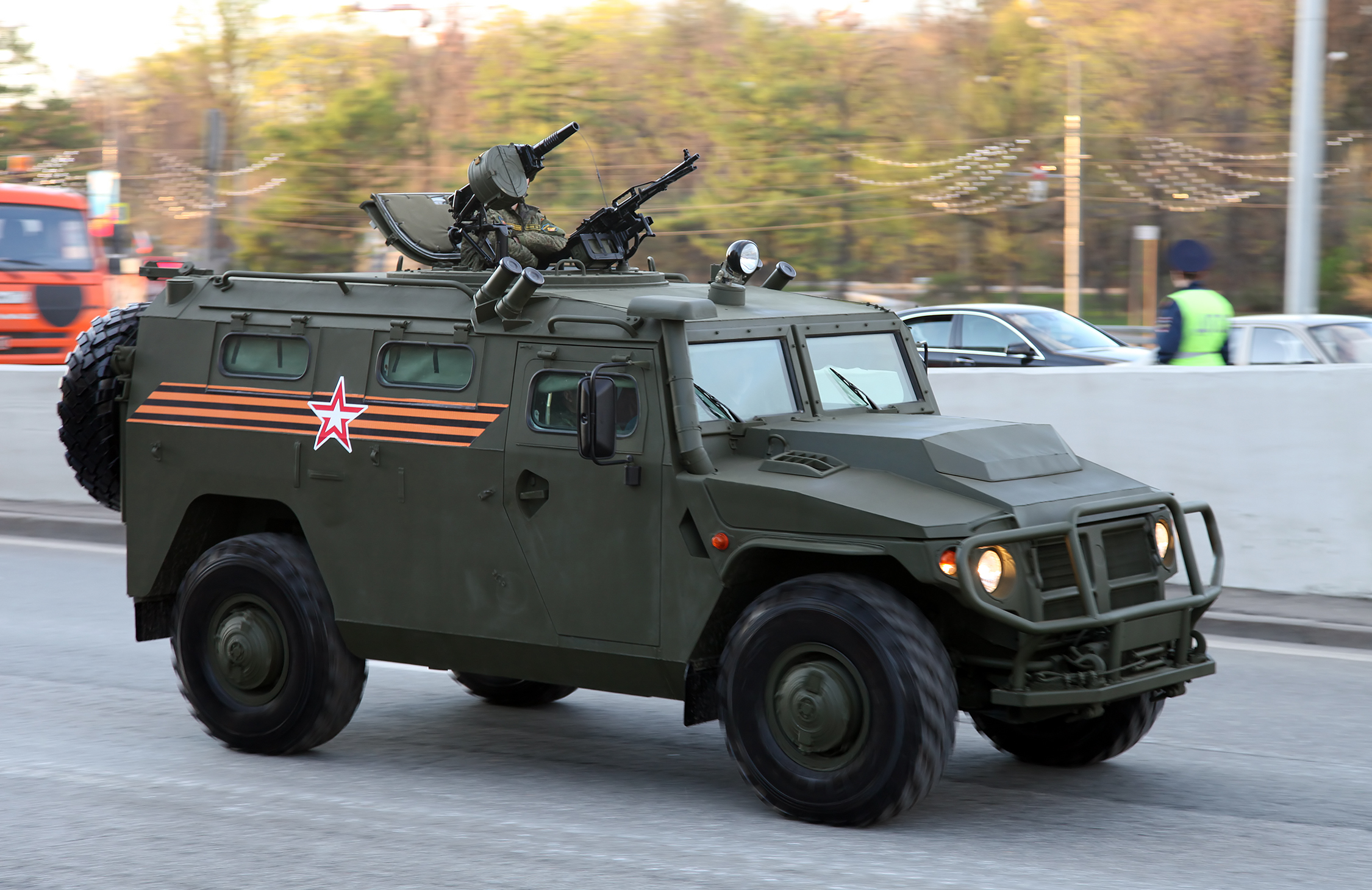
ASN 233115 SpN
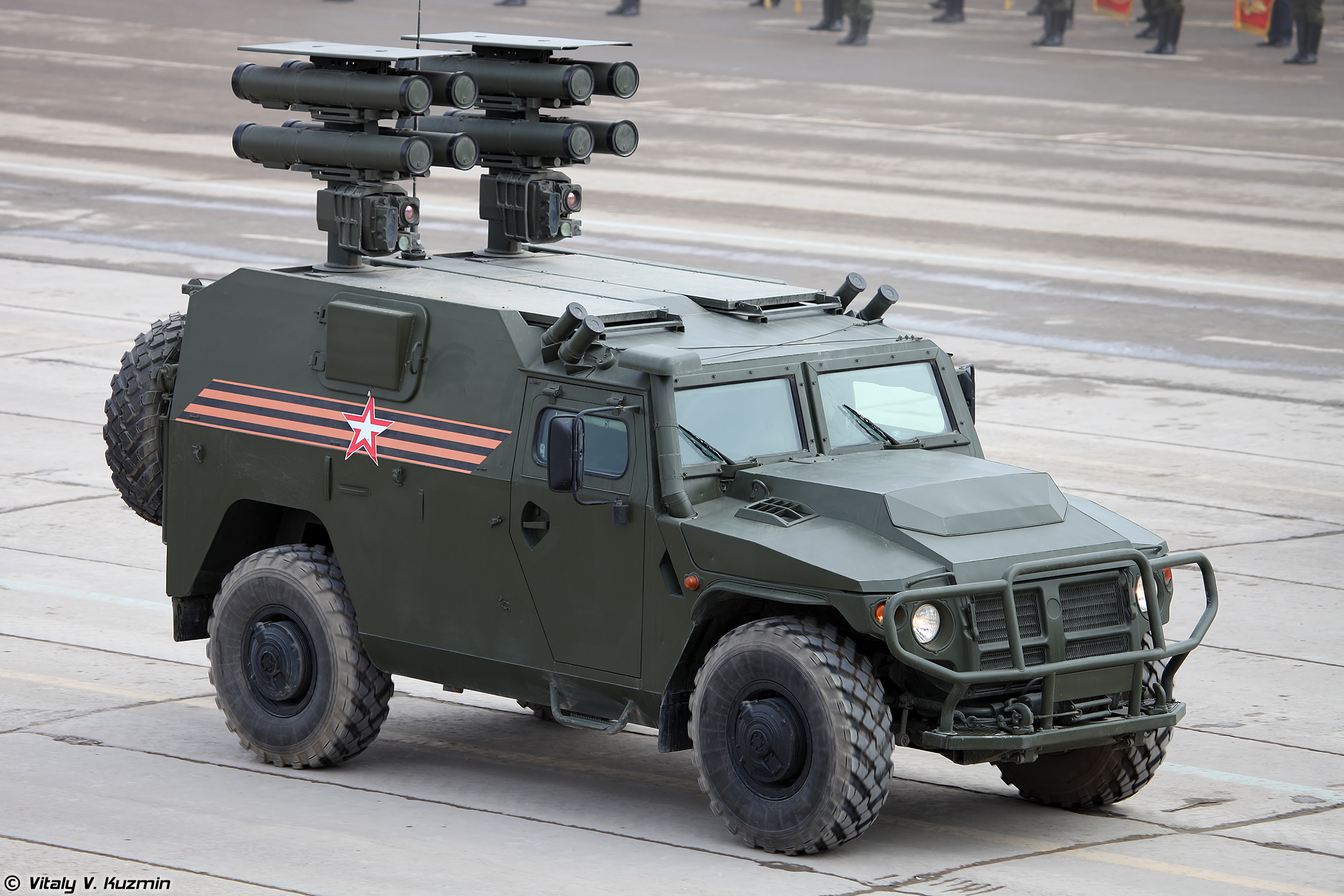
ABSz 233116 jako samobieżna wyrzutnia pocisków Kornet-D1
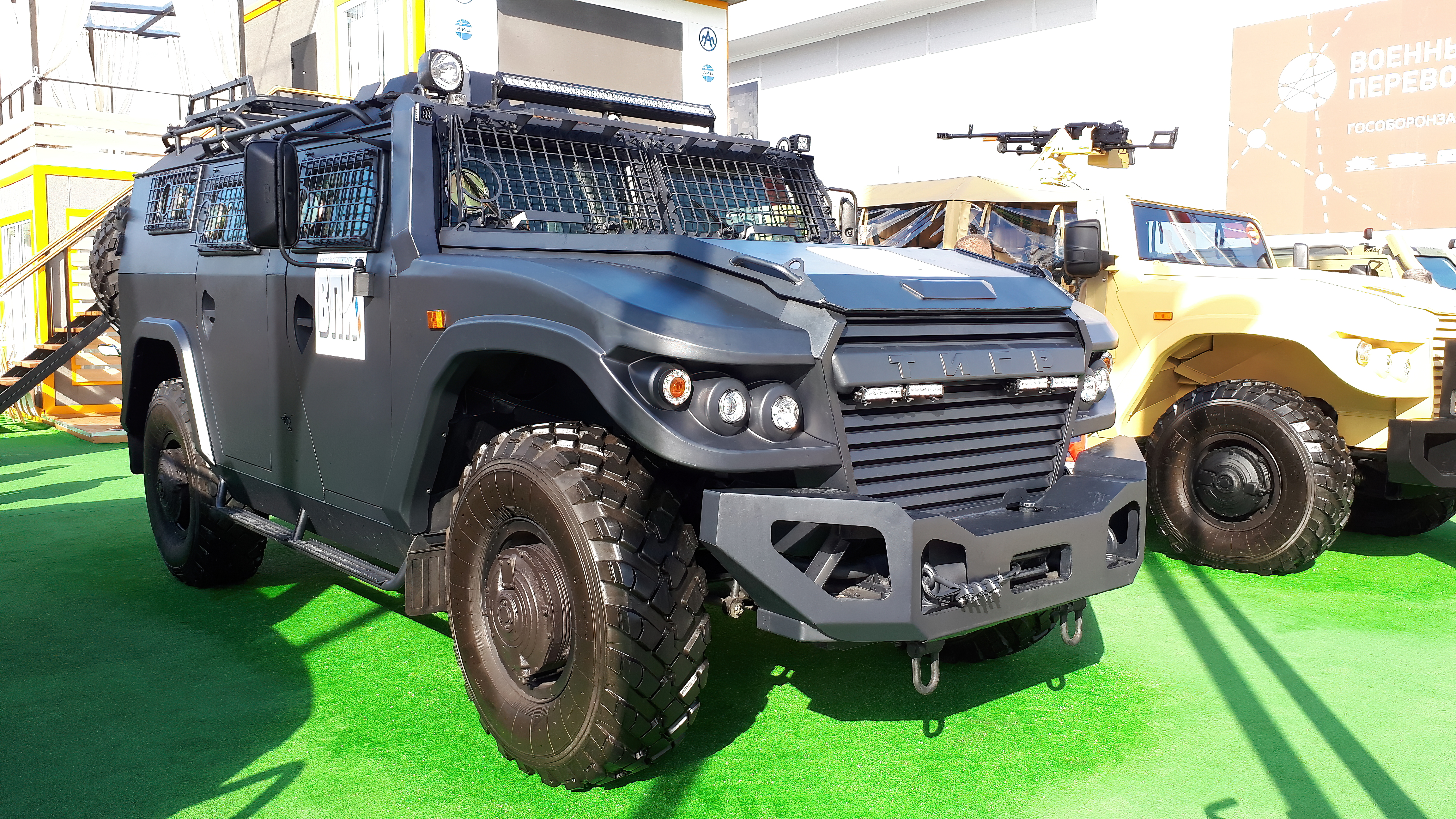
Nowa wersja GAZ Tigr podczas wystawy „Armiya 2020”

Samochód przewidziany do przewozu 1500 kg ładunków oraz 4-osobowej załogi (trzydrzwiowa  wersja samochodu może przewieźć od 6–9 osób i 1200 kg ładunku – dot. to wersji policyjnej i wojskowej). Przedział ładunkowy wyposażono jeszcze w siedzenia mogące pomieścić od 2–4 osób.
Samochód w wersji podstawowej wyposażono w: kierownicę ze wspomaganiem hydraulicznym, drążki skrętne (niezależne dla każdego z kół) ze stabilizacją hydrauliczną, układ centralnego pompowania kół, podgrzewacz silnika, holownik. Jako wyposażenie dodatkowe dostępne są: klimatyzacja, system audio, ABS.
Blokadę dyferencjału uruchamia się poprzez naciśnięcie przycisku na desce rozdzielczej, a obniżenie wysokości zawieszenia reguluje się specjalnym drążkiem.
Opancerzenie korpusu pojazdu zostało wykonane ze specjalnej stali pancernej o grubości od 5–7 mm. Tak opancerzony wariant samochodu jest cięższy o około 700 kg od wersji podstawowej. 6-cylindrowy silnik Cummins z turbosprężarką (205 KM).
Cena cywilnej wersji samochody waha się od 100 do 120 tys. dolarów w zależności od wersji wyposażenia i modyfikacji.
Inne wersje samochodu:
- GAZ-2330 Tigr
- GAZ-23304 Tigr
- GAZ-233001 Tigr
- GAZ-233003 Tigr
- GAZ-233001 Tigr

## Użycie

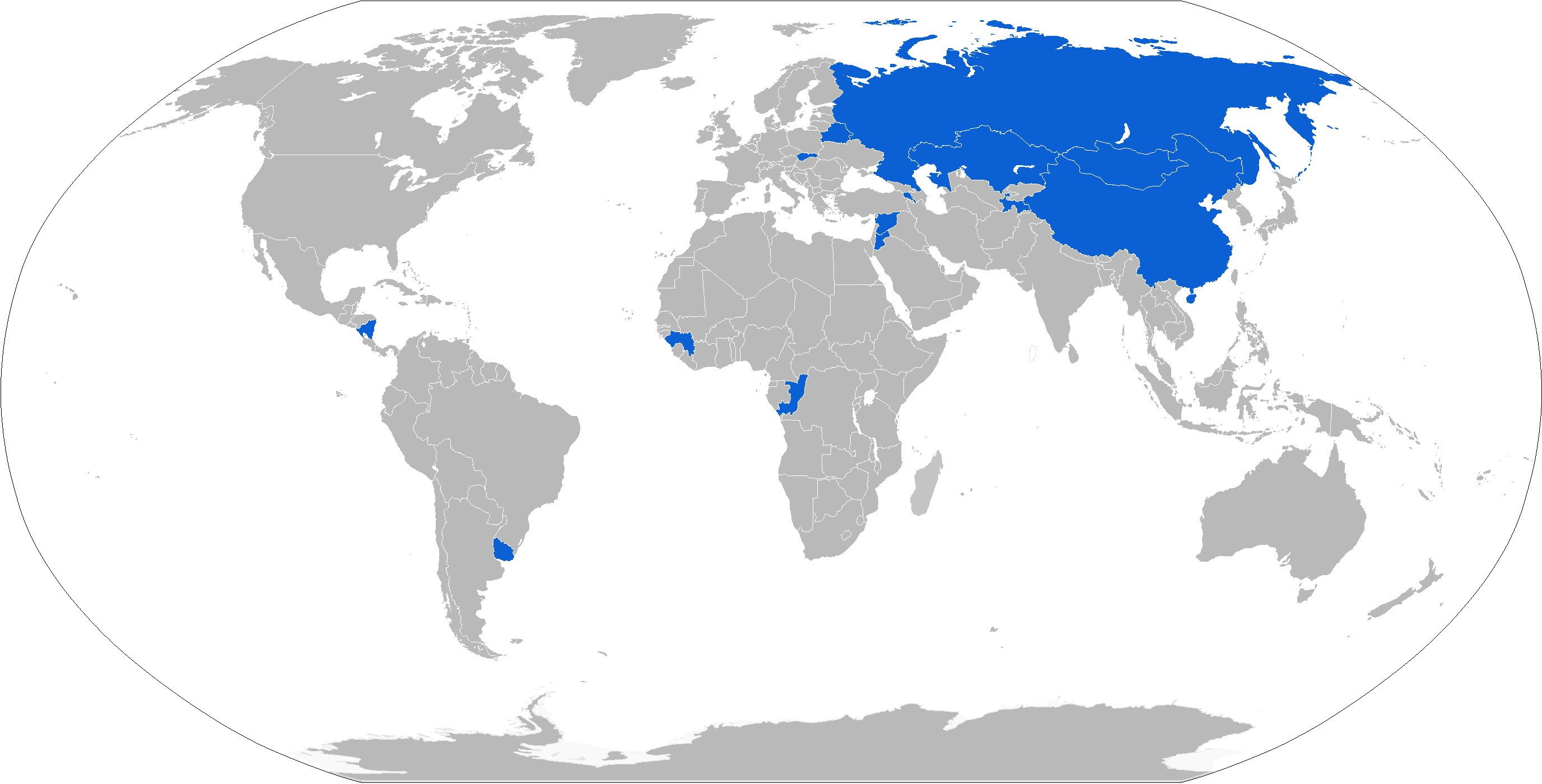
Mapa użytkowników pojazdów Tigr

W 2017 roku w jednostkach podległych MSW Federacji Rosyjskiej eksploatowano ok. 350 pojazdów rodziny GAZ-2330, a w wojsku ok. 450. Pojazdy ze stanowiskiem uzbrojenia Arbalet-DM dostarczano od 2016 roku.
Samochody te przed 2013 rokiem były eksportowane do Armenii, Urugwaju (GAZ-233114 Tigr-M), Gwinei (GAZ-233036) i Republiki Konga (GAZ-233036). 
Pięć samochodów dostarczono w 2008 roku do Chin, a następnie podjęto tam produkcję licencyjną jako YJ2080 dla milicji, która do 2010 roku otrzymała 110 pojazdów.